# 茅野雅子
茅野 雅子（ちの まさこ、1880年5月6日 - 1946年9月2日、旧姓：増田）は、大阪市出身の歌人である。夫はドイツ文学者・詩人の茅野蕭々。本名、まさ。

## 経歴
1880年、大阪市道修町の「増田順血湯」本舗で知られた薬種問屋の次女として生まれる。相愛高等女学校中途退学。1900年与謝野鉄幹が主宰する「新詩社」に加入、「明星」へ投稿。1904年上京して日本女子大学に入学。1905年、与謝野晶子、山川登美子と3人で歌集「恋衣」を刊行（増田雅子名義）、明星派3才媛として雅子の名を世に広めた。晶子が「しら萩」、登美子が「しら百合」と呼ばれたのに対し、雅子は「しら梅の君」という愛称で呼ばれた。鉄幹には「明星」の清怨派と評された。
1907年、明星同人で東京帝国大学独文科の学生であった茅野蕭々の熱烈な求婚を受け、親の反対に遇ったが、絶縁を覚悟の上で、女子大学卒業後に結婚。「明星」廃刊の後、北原白秋、吉井勇、石川啄木らと「スバル」に参加、「青鞜」、「婦人之友」等にも短歌、随筆等を発表するなど意欲的に活動した。1921年日本女子大学の教授となり晩年まで勤めた。また、「春草会」、「茅花会」などの短歌会を主宰した。
1946年、東京大空襲で被災した翌年、夫蕭々の病死した4日後、後を追うようにこの世を去った。

## 短歌
- 我がこころ漸く火とも焔ともならむとすなり神も手（た）ふれそ
- むづがりて張子の虎の耳を引く子のつぶらめにやはらかき風
- 見かへれば死よりも更に難き路つまづきつつも君と来しかな

## 著書
- 歌集「恋衣」（与謝野晶子、山川登美子と共著）
- 歌集「金沙集」
- 随筆集「朝の果實」（蕭々と共著）

## 関連人物
- 竹内薰兵